# 255
Évszázadok: 2. század – 3. század – 4. század
Évtizedek: 200-as évek – 210-es évek – 220-as évek – 230-as évek – 240-es évek – 250-es évek – 260-as évek – 270-es évek – 280-as évek – 290-es évek – 300-as évek
Évek: 250 – 251 – 252 – 253 –  254 – 255 – 256 – 257 – 258 – 259 – 260

## Események

### Római Birodalom
- Valerianus császárt és fiát Gallienus tárcsászárt választják consulnak.
- A birodalom továbbra is súlyos helyzetben van: az északi határokon Gallienus hárítja a germánok (gótok, alemannok, frankok, markomannok) betöréseit, Valerianus pedig keleten harcol a Szíriát megszálló és Kis-Ázsiát fenyegető perzsák ellen. Eközben a lakosságot a Ciprián-féle járvány tizedeli.

### Kína
- Vej államban két hadvezér, Kuan-csiu Csien és Ven Csin fellázad Cao Feng császár előző évben történt elmozdítása miatt. A hatalom tényleges birtokosa, Sze-ma Si régens gyorsan leveri a felkelést. A hadjárat során azonban egészsége megrendül (közvetlenül a lázadás előtt szemműtétet végeztek rajta, ami aztán elfertőződött) és hamarosan meghal. Pozícióját öccse, Sze-ma Csao veszi át.
- A 14 éves Cao Mao császár utasítja Sze-ma Csaót, hogy maradjon a vidéken a maradék nyugtalanság elfojtására, de csapatai többségét küldje vissza a fővárosba. Sze-ma Csao felismeri, hogy a császár ezzel megpróbálja visszaszerezni a hatalmat, ezért a rendeletet megszegve maga is visszatér a fővárosba és innentől szoros ellenőrzés alatt tartja a kiskorú uralkodót.
- Ma Csün feltalálja a "délre mutató szekeret" egy iránytűszerű szerkezetet, amely nem a mágnesesség, hanem a differenciálmű elve alapján működik.

## Születések
- I. Marcellus pápa

## Halálozások
- március 23. – Sze-ma Si, kínai politikus és régens

## Fordítás
- Ez a szócikk részben vagy egészben  a(z)   255 című német Wikipédia-szócikk ezen változatának fordításán alapul.  Az eredeti cikk szerkesztőit annak laptörténete sorolja fel. Ez a jelzés csupán a megfogalmazás eredetét és a szerzői jogokat jelzi, nem szolgál a cikkben szereplő információk forrásmegjelöléseként.